# مامورو موري
مامورو موري (باليابانية: 毛利 衛) مواليد 29 يناير 1948 في هوكايدو، اليابان، هو عالم ورائد فضاء ياباني سابق تابع لوكالة ناسا. حصل على درجة الكيمياء من جامعة هوكايدو.